# Gmina Taylor (hrabstwo Appanoose)

Położenie Gminy Taylor w hrabstwie Appanoose

Gmina Taylor (ang. Taylor Township) – gmina w USA, w stanie Iowa, w hrabstwie Appanoose. Według danych z 2000 roku gmina miała 926 mieszkańców.